# Heteroscyphus
Heteroscyphus es un género de musgos hepáticas perteneciente a la familia Geocalycaceae. Comprende 166 especies descritas y de estas, solo 87 aceptadas.

## Taxonomía
El género fue descrito por Victor Félix Schiffner  y publicado en Oesterreichische Botanische Zeitschrift 60: 171. 1910  La [èspecie tipo]] es: Heteroscyphus aselliformis (Reinw., Blume & Nees) Schiffner	

## Algunas especies
- Heteroscyphus affinis (Gottsche) J.J. Engel & R.M. Schust.
- Heteroscyphus allodontus (Hook. f. & Taylor) J.J. Engel & R.M. Schust.
- Heteroscyphus argutus (Nees) Schiffner
- Heteroscyphus arnellii Fulford
- Heteroscyphus aselliformis (Reinw., Blume & Nees) Schiffner
- Heteroscyphus balnetii (Herzog) Grolle